# Парламентские выборы в Науру (2019)
Парламентские выборы в Науру проходили  24 августа 2019 года. 27 августа на сессии вновь избранного Парламента Лайонел Энгимея был избран президентом Науру.

## Избирательная система
19 членов парламента избираются прямым всеобщим голосованием в 8 многомандатных округах по системе преференциального голосования по версии подсчёта Дауэлла, когда избиратель должен распределить кандидатов по порядку своего предпочтения. При этом первый кандидат получает 1 голос, второй — ½ (0,5) голоса, третий — ⅓ (0,33) голоса и так далее.
Голосование обязательно для всех граждан старше 20 лет. В стране не существует политических партий, однако после выборов в парламенте формируется большинство и оппозиция. Депутаты избирают президента страны.

## Результаты голосования
В парламент нового созыва не прошёл действующий президент страны Барон Вака который в избирательном округе Боэ занял лишь 3-е место.
Результат выборов по избирательным округам:
| Избирательный округ | Избранный депутат                                   |
| ------------------- | --------------------------------------------------- |
| Айво                | Реннир Гадабу Мильтон Дубе                          |
| Анабар              | Маверик Ио Пион Дейе                                |
| Анетан              | Тимоти Ика Маркус Стивен                            |
| Боэ                 | Мартин Хант Астерио Аппи                            |
| Буада               | Шедлог Бернике Бингхам Агир                         |
| Мененг              | Лайонел Энгимея Хайд Менке Таваки Кам               |
| Убенид              | Дэвид Адеанг Рус Кун Рейган Аликлик Вавани Довийого |
| Ярен                | Шармейн Скотти Изабелла Дагеаго                     |

По словам Мэтью Бациуа, бывшего министра в правительстве Барона Вака  "результат выборов в Науру это решительный призыв к переменам".
Предполагается, что избранный парламент будет созван во вторник 27 августа, а главным кандидатом на пост президента Науру является Дэвид Адеанг.
На прошедшем первом заседании парламента 27 августа президентом страны был избран Лайонел Энгимея. Он набрал в два раза больше голосов чем его соперник Дэвид Адеанг.